# مسیحیت در مغولستان
مسیحیت در مغولستان (انگلیسی: Christianity in Mongolia) در مغولستان یک دین اقلیت است. از سال ۲۰۰۵، وزارت امور خارجه ایالات متحده آمریکا گزارش داد که تقریباً ۲۴۰۰۰ مسیحی در پایتخت مغولستان، اولان‌باتور زندگی می‌کنند که حدود ۲٫۵ درصد از کل جمعیت ثبت‌شده شهر را تشکیل می‌دهد. تا سال ۲۰۱۸، ۱۹۶ کلیسا وجود دارد.
اکثر مسیحیان در مغولستان پس از انقلاب مغولستان در سال ۱۹۹۰ مسیحی شدند. طبق گزارش گروه مبلغ مسیحی بارناباس، تعداد مسیحیان از تنها چهار نفر در سال ۱۹۸۹ به حدود ۴۰۰۰۰ نفر در سال ۲۰۰۸ رسید.

## آمار
طبق سرشماری ملی سال ۲۰۱۰، ۴۱۱۱۷ مسیحی (سن ۱۵ سال و بالاتر) یا ۲٫۱٪ از کل جمعیت وجود داشت.

## نسطوری
در سده ۷ (میلادی)، نسطوری اولین شکل مسیحیت بود که در میان مغولان تبلیغ شد، اگرچه این دین اقلیت بود و به همین شکل باقی ماند. با این حال، تأثیر فلسفی زیادی بر دیگر سنت‌های معنوی مغولی، مانند بودیسم و شمن‌باوری مغولی داشت.
در طول ظهور امپراتوری مغول در قرن سیزدهم، خاقان‌های بزرگ)، اگرچه اکثراً شمن‌باوری مغولی و بودایی بودند، از نظر مذهبی نسبت به مسیحیان نسطوری، مسلمان و آیین مانوی مدارا داشتند. بسیاری از خان‌ها همسران مسیحی نسطوری از طایفه کرائیت‌ها داشتند که در دربار مغول بسیار تأثیرگذار بودند. در طول حکومت منگوقاآن، مسیحیت اولین نفوذ مذهبی بود. پس از فروپاشی امپراتوری مغول در قرن چهاردهم، مسیحیت نسطوری تقریباً از منطقه ناپدید شد.
تنها آثار باستان‌شناسی بسیار کمی از رونق آیین نسطوری در میان مغول‌ها وجود دارد. در مغولستان داخلی، چندین سنگ قبر نسطوری در گذشته ثبت شده‌است، اما اکنون هیچ‌کدام در محل باقی نمانده‌است.

## ارتدکس شرقی
کلیساهای ارتدکس و راهبان آنها قربانی تهاجم مغول به اروپای شرقی در اوایل قرن سیزدهم شدند. با این حال، یرلیغ یا منشور مصونیت نیز به تقویت کلیسا کمک کرد. با سلطنت منگو تیمور، یک یرلیغ برای کلیسای ارتدکس در سال ۱۲۶۷ به کریل متروپولیتن صادر شد. در حالی که کلیسا ده سال پیش از آن تحت حمایت عملی مغول‌ها بود (از سرشماری سال ۱۲۵۷ که در زمان برکه خان انجام شد)، این برلیغ به‌طور رسمی حمایت از کلیسای ارتدکس را صادر کرد. مهم‌تر از آن، این کلیسا رسماً از هرگونه مالیات توسط مقامات مغول یا روسیه معاف شد و به روحانیون اجازه داد که در طول سرشماری ثبت نام نکرده و روحانیون نیز مسئول کار اجباری یا خدمت سربازی نباشند. برای اولین بار، کلیسای ارتدکس کمتر از هر دوره دیگری از تاریخ روسیه به قدرت‌های شاهزاده وابسته شد.
از سال ۱۷۷۱ تا ۱۸۴۵ حداقل هشت مأموریت کلیسای ارتدکس روسی از مغولستان بازدید کردند. اولین کلیسای ارتدکس در قلمرو مغولستان، کلیسای تثلیث مقدس در شهر اولان‌باتور پایتخت خلخا در سال ۱۸۷۲ تأسیس شد، و در سال ۲۰۰۷ در آنجا به تازگی بازسازی شد.

## کاتولیک رومی

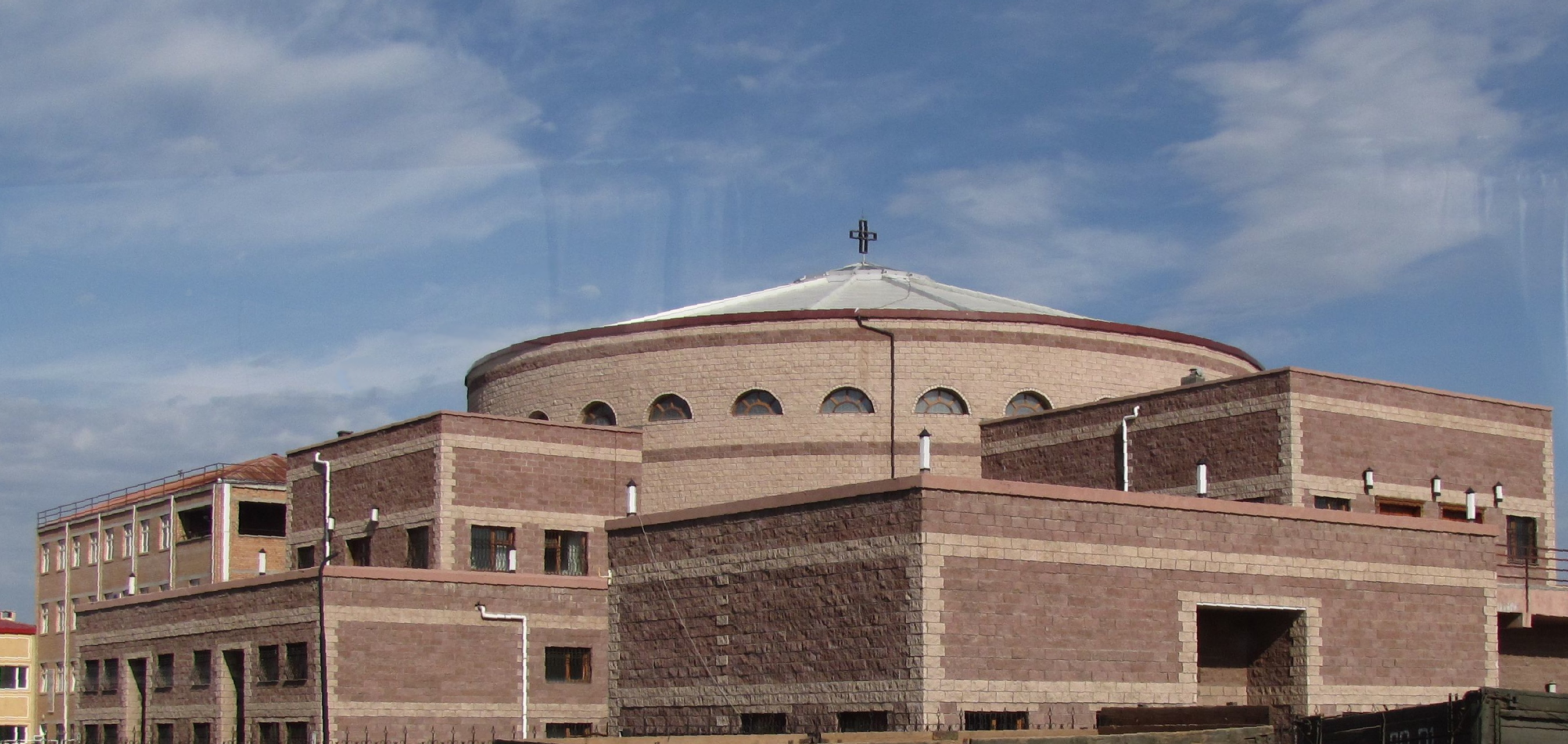
کلیسای سنت پیتر و پل (اولان باتور)

از نظر تاریخی، بسیاری از اروپا توسط قبایل ترک و مغول اداره می‌شد که هر دو از مغولستان سرچشمه می‌گرفتند. امپراتوری بیزانس توسط ترک‌های عثمانی در قرن پانزدهم فتح شد. کاتولیک غربی اولین بار در قرون وسطی، عمدتاً از طریق مبلغان فرانسیسکن‌ها و فرقه دومینیکن معرفی شد که به دربار مغول در قره‌قروم (شهر) و همچنین از طریق رومیان قرون وسطی فرستاده شدند. هیئت‌های کاتولیک در چین مبلغان در چین در اواخر قرن سیزدهم / اوایل قرن چهاردهم در دوره دودمان یوآن که توسط مغول‌ها ایجاد شد، موفق بودند. با این حال، پس از اینکه سلسله بومی چینی دودمان مینگ سلسله یوان را در سال ۱۳۶۸ سرنگون کرد، مسیحیان از چین اخراج شدند. بسیاری از مغول‌ها در بخش غربی امپراتوری به اسلام گرویدند، و با فروپاشی کل امپراتوری مغول در قرن چهاردهم، مسیحیت تقریباً از آسیای مرکزی ناپدید شد، تنها پس از جنگ دوم تریاک در اواسط، دوباره ظاهر شد. -قرن ۱۹. با گذشت زمان، یک هیئت‌های تبلیغی مسیحی برای مغولستان بیرونی تأسیس شد که اولین صلاحیت قضایی کاتولیک رومی را به مغولستان داد، اما همه کارها در عرض یک سال با تأسیس جمهوری خلق مغولستان متوقف شد و آزادی اندیشه و آزادی ادیان دیگر مجاز نبود.
پس از انقلاب مغولستان در سال ۱۹۹۰، مبلغان کاتولیک رومی بازگشتند و کلیسا را از ابتدا بازسازی کردند. از سال ۲۰۰۶، یک ناحیه حواری، یک اسقف، سه کلیسا، و روابط دیپلماتیک بین سریر مقدس و مغولستان از سال ۱۹۹۲ وجود دارد. پاپ ژان پل دوم در ابتدا برنامه‌ریزی کرده بود. برای بازدید از مغولستان همراه با کازان، اما او سرانجام سفر را لغو کرد و ظاهراً به یک روزنامه روسی توضیح داد که «پروردگار ما آن را نمی‌خواهد». تا سال ۲۰۱۴، ۹۱۹ کاتولیک در ناحیه حواری اولان‌باتور به ریاست ونسلائو سلگا پادیلا، C.I.C.M. به عنوان بخشدار و در ۶ محله سازماندهی شدند.